# 2013 ND15
Der Asteroid 2013 ND15 ist der erste bekannte Trojaner des Planeten Venus. Die Bahn ist allerdings nicht lange Zeit stabil.

## Entdeckung und Benennung
2013 ND15 wurde am 13. Juli 2013 im Rahmen einer größeren Himmelsdurchmusterung durch Pan-STARRS, einem System zur kontinuierlichen Beobachtung des Sternenhimmels durch 4 Teleskope auf dem Mauna Kea (Hawaiʻi) und Haleakalā (Maui), von einem Astronomenteam um N. Primak, A. Schultz, T. Goggia und K. Chambers mit dem Pan-STARRS-1-Teleskop auf dem Haleakalā entdeckt. Die erste Aufnahme des Asteroiden stammt vom 13. Juli 2013.

## Bahneigenschaften

### Umlaufbahn
2013 ND15 umkreist die Sonne auf einer prograden, hochgradig elliptischen Umlaufbahn zwischen 42.053.000 km (0,281 AE) und 174.427.000 km (1,166 AE) Abstand zu deren Zentrum. Die Bahnexzentrizität beträgt 0,611, die Bahn ist 4,794° gegenüber der Ekliptik geneigt. Er befindet sich gegenwärtig auf dem Lagrange-Punkt L4 des Sonne-Venus-Systems. Auf dieser Position läuft er der Venus um 60° voraus und beschreibt dabei eine „kaulquappenförmige“ Umlaufbahn um den L4-Punkt.
Die Große Bahnhalbachse von 108.239.700 km (0,723538 AE) ist der der Venus mit 108.208.000 km (0,723327) sehr ähnlich, jedoch ist die Exzentrizität derart hoch, dass sich die Bahn des Asteroiden von innerhalb der Merkur-Bahn bis außerhalb der Erdbahn erstreckt und damit die Bahnen von drei Planeten kreuzt. Damit gehört 2013 ND15 neben dem Status als Koorbitales Objekt zu der Gruppe der Aten-Asteroiden.
Die Umlaufzeit von 2013 ND15 beträgt 224 Tage, 19 Stunden, 7 Minuten und 23 Sekunden. Sie dauert daher etwa 2 Stunden und 18 Minuten länger als die der Venus.

### Bahnresonanz
2013 ND15 zeigt ein Verhalten einer Bahnresonanz oder Nah-Resonanz mit den Planeten Merkur, Venus und Erde. Seine kurzfristige bahndynamische Entwicklung unterscheidet sich durch die hohe Bahnexzentrizität jedoch von den anderen drei bekannten Venus-Koorbitalen (322756) 2001 CK32, (524522) Zoozve und 2012 XE133, die als Quasisatelliten eingestuft sind. 2013 ND15 wird innerhalb von etwa 500 Jahren die 1:1-Resonanz mit der Venus verlassen und ein wiederkehrender Pendler (Quasisatellit) sein. Es scheint, als sei der Asteroid vor erst ungefähr 7000 Jahren von der Venus auf seine jetzige Bahn gezwungen worden.

### Potentielle Gefahr
2013 ND15 steht nicht auf der Liste potentiell gefährlicher Asteroiden (PHAs) des Minor Planet Center, da seine Absolute Helligkeit 22,0 mag übersteigt; dennoch kommt er der Erde periodisch bis auf 0,05 AE (ca. 7,5 Millionen km) nahe. Am 21. Juni 2016 hatte sich der Asteroid der Erde mit einem Abstand von 0,077 AE (ca. 11,5 Millionen km) genähert.

## Physikalische Eigenschaften
Der Durchmesser von 2013 ND15 wird auf 42 bis 93 Meter geschätzt, ausgehend von einer angenommenen Albedo im Bereich von 0,04 bis 0,20.

## Erforschung
Nach seiner Entdeckung wurde 2013 ND15 vom 16. Juli bis zum 8. August 2013 beobachtet, insgesamt 22 mal, was einen Beobachtungsbogen von 26 Tagen ergab (Stand Dez. 2019).